# Flushing Avenue (linea BMT Jamaica)
Flushing Avenue è una fermata della metropolitana di New York situata sulla linea BMT Jamaica. Nel 2019 è stata utilizzata da 2 773 154 passeggeri. È servita dalla linea M sempre tranne di notte e dalla linea Z sempre tranne nei giorni ferali tra le 7:00 e le 13:00 in direzione Manhattan e tra le 13:30 e le 20:00 in direzione Queens.

## Storia
La stazione fu aperta il 25 giugno 1888.

## Strutture e impianti
La stazione è posta su un viadotto al di sopra di Broadway, ha due banchine laterali e tre binari, i due esterni per i treni locali e quello centrale per i treni espressi. Il mezzanino, posizionato sotto il piano binari, ospita le scale per accedere alle banchine, i tornelli e le due scale per il piano stradale che portano all'incrocio con Flushing Avenue. Un ascensore posizionato nell'angolo sud-ovest dell'incrocio rende la stazione accessibile alle persone con disabilità motoria.

## Interscambi
La stazione è servita da alcune autolinee gestite da NYCT Bus.
- Fermata autobus